# زهاء الطاهر
زهاء الطاهر (1951 - 25 مارس 2004) هو قاص وكاتب من مدينة الأبيض غرب السودان، اشتغل في عدة وظائف حكومية ثم هاجر إلى قطر وعاد إلى السودان. عمل صحفيا بجريدة (الشرق القطرية) والخرطوم في السودان.

## أعماله
- زمن الندى
- وجه جالا يتجلي
- المراثي والشجن
- وين يا حبايب
- المناديل
- زمن الوردة